# State Fair (1962)
State Fair is een Amerikaanse muziekfilm uit 1962 onder regie van José Ferrer. Het scenario is gebaseerd op de gelijknamige roman uit 1932 van de Amerikaanse auteur Phil Stong.

## Verhaal
Abel en Melissa Frake zijn boeren uit Iowa. Ze gaan samen met hun kinderen naar de jaarmarkt in de grote stad om deel te nemen aan veecompetities. Die kinderen zijn aanvankelijk niet enthousiast over de uitstap, maar ze veranderen al gauw van mening, wanneer ze er allebei een liefje opdoen.

## Rolverdeling
| Acteur         | Personage     |
| -------------- | ------------- |
| Pat Boone      | Wayne Frake   |
| Bobby Darin    | Jerry Dundee  |
| Pamela Tiffin  | Margy Frake   |
| Ann-Margret    | Emily Porter  |
| Tom Ewell      | Abel Frake    |
| Alice Faye     | Melissa Frake |
| Wally Cox      | Hipplewaite   |
| David Brandon  | Harry Ware    |
| Clem Harvey    | Doc Cramer    |
| Robert Foulk   | Jurylid       |
| Linda Heinrich | Betty Jean    |
| Tap Canutt     | Red Hoertert  |

## Filmmuziek
- Our State Fair
- It Might as Well Be Spring
- That's for Me
- Never Say No to a Man
- It's a Grand Night for Singing
- Willing and Eager
- This Isn't Heaven
- The Little Things in Texas
- More Than Just a Friend